# Вілла Русконі-Клерічі (Вербанія)

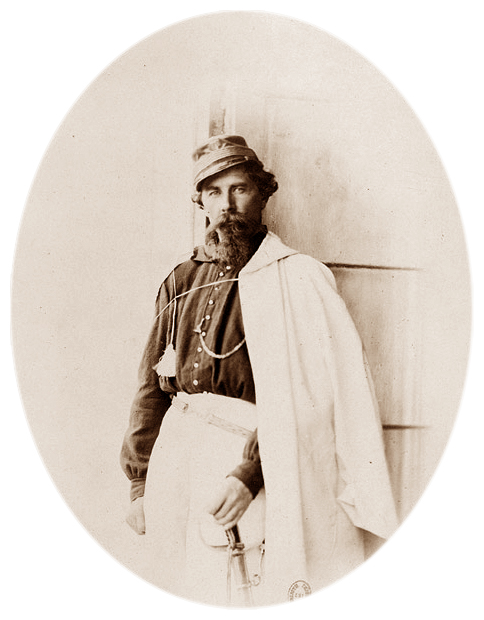
Портрет Іштвана Тура

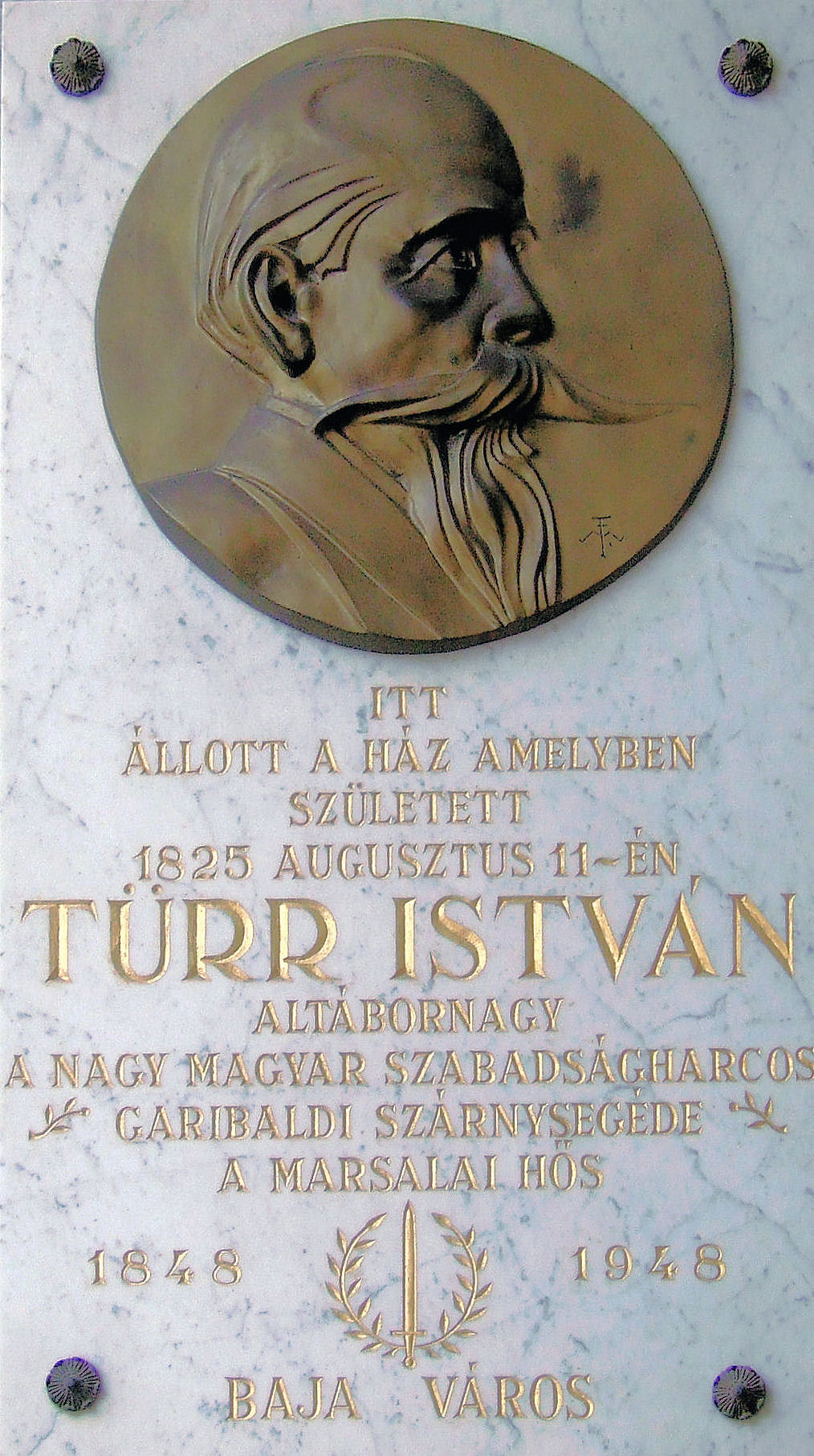
Türr István

Вілла Русконі-Клерічі (з іт. Villa Rusconi-Clerici) — це старовинна історична вілла, розташована в Палланці (дільниця Вербанії).
Історія вілли почалася з придбання угорським військовим Іштваном Туром (István Türr, Stefano Turr) вілли Боццотті (Villino Bozzotti), який зробив тут свою резиденцію і почав роботи по створенню саду. Наприкінці 19 ст. вілла була повністю реконструйована новими власниками, сім'єю Біффі (Biffi).
Отож, вілла Боццотті згодом була перетворена у більш імпозантну будівлю, з характерними рисами необароко і еклектики, проект здійснювався під керівництвом Джованні Джіакі (Giovanni Giachi), міланського архітектора. Було розширено сад вілли, створено великий зимовий сад, упорядковано ділянку на березі озера Маджоре з пірсом для човнів.
В цей період вілла гостинно приймала видатних діячів і особистостей: Ранцоні (Ranzoni), генерал Кадорна (Cadorna), командувач Ріццо (Rizzo), сім'ї Паллавічіно (Pallavicino), Манка (Manca), Амман (Amman), Мельці д'Еріл (Melzi d'Eril), Франкфорт (Francfort), Бранка Ді Романіко (Branca di Romanico), Браун Казанова (Brown Casanova), Трубецькой.
Через 50 років вілла змінила своїх власників: від сім'ї Біффі вона перейшла у власність графів Русконі — Клерічі (і залишається нею по сьогоднішній день).
В даний час вілла є місцем для проведення прийомів і свят, різних урочистостей.